# Eresus algericus
Eresus algericus är en spindelart som beskrevs av El-Hennawy 2004. Eresus algericus ingår i släktet Eresus och familjen sammetsspindlar.
Artens utbredningsområde är Algeriet. Inga underarter finns listade i Catalogue of Life.